# Arthrostylidium multispicatum
Arthrostylidium multispicatum  là một loài tre thuộc chi Arthrostylidium trong họ Hòa thảo. Loài này được Pilg. mô tả khoa học đầu tiên năm 1901.